# Kolumbie na Letních olympijských hrách 2016
Kolumbie se účastnila Letní olympiády 2016.

## Medailisté
| Medaile | Jméno                | Sport      | Soutěž                         |
| ------- | -------------------- | ---------- | ------------------------------ |
| Zlato   | Óscar Figueroa       | Vzpírání   | Muži 62 kg                     |
| Zlato   | Caterine Ibargüenová | Atletika   | Ženy trojskok                  |
| Zlato   | Mariana Pajónová     | Cyklistika | Ženy BMX                       |
| Stříbro | Yuri Alvearová       | Judo       | Ženy 70 kg                     |
| Stříbro | Yuberjen Martínez    | Box        | Muži lehká muší váha (– 49 kg) |
| Bronz   | Luis Javier Mosquera | Vzpírání   | Muži 69 kg                     |
| Bronz   | Ingrit Valenciaová   | Box        | Ženy muší váha (– 51 kg)       |
| Bronz   | Carlos Ramirez       | Cyklistika | Muži BMX                       |